# Благоя Силяноски
Благоя Силяноски (на македонска литературна норма: Благоја Силјаноски) е северномакедонски новинар, писател и политик, кмет на Охрид.

## Биография
Роден е на 30 март 1948 година в охридското село Белчища, тогава в Кралство Югославия, днес в Северна Македония. Завършва икономическо образование и започва да се занимава с журналистика. В 1970 година започва работа в Радио Охрид.
Влиза в политиката и става член на Социалдемократически съюз на Македония. От 1990 до 1996 година е кмет на Охрид.
Автор е на серия книги, сред които „Медиумска промоција“ (1997), „Мирисот на патината“ (2007) и други.
Председател е на Асоциацията на градовете на Северна Македония.